# Kiedyś do ciebie wrócę
Kiedyś do ciebie wrócę – drugi singel polskiej piosenkarki Agnieszki Chylińskiej, promujący jej czwarty album studyjny, zatytułowany Never Ending Sorry.
Kompozycja znalazła się na 3. miejscu listy AirPlay. Nagranie otrzymało w Polsce certyfikat diamentowej płyty, przekraczając liczbę 250 tysięcy sprzedanych kopii.

## Geneza utworu
Tekst utworu został napisany przez Agnieszkę Chylińską. Autorem muzyki są: Agnieszka Chylińska i Rafał Stępień.
Singel ukazał się 16 września 2022 w Polsce za pośrednictwem wytwórni Sony Music Entertainment Poland.

## Teledysk
Teledysk do utworu ukazał się 16 września 2022 w serwisie YouTube. Klip został wyreżyserowany przez Adama Gawendę.

W rolach głównych wystąpili: Agnieszka Chylińska i Piotr Głowacki.

## Notowania
| Kraj   | Lista (2022)      | Najwyższa pozycja |
| ------ | ----------------- | ----------------- |
| Polska | AirPlay – Top     | 3                 |
| Polska | AirPlay – Nowości | 2                 |
| Polska | Streaming         | 24                |
| Polska | Billboard         | 16                |

| Kraj   | Lista (2023)                   | Pozycja |
| ------ | ------------------------------ | ------- |
| Polska | OLiS – oficjalna lista airplay | 84      |

## Certyfikaty
| Kraj          | Certyfikat       | Sprzedaż |
| ------------- | ---------------- | -------- |
| Polska (ZPAV) | diamentowa płyta | 250 000+ |